# Journal of Economic Perspectives
Le Journal of Economic perspectives est une revue trimestrielle publiée par l' American Economic Association depuis 1987. Ses articles, souvent écrit par des économistes influents ne sont pas des articles techniques spécialisés. Ce sont plutôt des travaux de synthèse ou de réflexion sur des sujets assez larges. Ils traitent de grands thèmes de la recherche économique ou de questions d'actualité. Selon son site officiel, les objectifs du journal sont : « synthétiser et intégrer les leçons des courants actifs de la recherche économique, fournir une analyse économique sur les questions politiques, d'encourager la fécondation mutuelle des idées entre les différents champs de la pensée, fournir des idées et des lectures pour les salles de classe, et de traiter des questions relatives à la profession d'économiste. »
Dans la plupart des revues scientifiques, les articles sont envoyés par des chercheurs, et choisis par des lecteurs qui ne doivent pas connaître le nom de l'auteur. Le Journal of Economic Perspectives ne se veut pas exactement une revue de recherche, et adopte une démarche différente : la plupart des articles sont commandés aux auteurs par la direction du journal.